# Muskoka Lakes
Muskoka Lakes [məsˌkoʊ̯kəˈleɪ̯ks] ist eine Kleinstadt im Muskoka District Municipality in Ontario, Kanada und hat ca. 6600 Einwohner (Stand: 2016).
Sie wurde 1971 durch den Zusammenschluss von mehreren kleineren Gemeinden gegründet, nämlich Cardwell, Watt, der Verbundgemeinde Medora und Wood, der Stadt Bala (Ontarios Cranberry-Hauptstadt), Port Carling Windermere und Teilen der früheren Gemeinde Monck. Sitz der Verwaltung ist Port Carling.
Die Gegend ist durchzogen von Seen und Wäldern. Der Boden, das kanadische Schild (Canadian Shield) ist eher felsig und wenig geeignet für Ackerbau. Deshalb war früher die Holzindustrie sehr stark vertreten. Heute ist der Tourismus die Haupteinnahmequelle. Besonders im Städtchen Bala (Ontario) findet man riesige Cranberry-Felder und -Kulturen. Dort kann man sich bei Führungen über den Anbau und die Ernte informieren.
Der größte See des Distrikts ist der Lake Muskoka.